# Rhabdomastix (Rhabdomastix) ioogoon
Rhabdomastix (Rhabdomastix) ioogoon is een tweevleugelige uit de familie steltmuggen (Limoniidae). De soort komt voor in het Nearctisch gebied.